# PlaDAR
El Plan de Alto Rendimiento (PlaDAR), un proyecto formativo de jugadores de rugby de la Unión Argentina de Rugby (UAR) en donde los jugadores que vienen de jugar en el rugby argentino que es amateur son preparados para poder competir contra jugadores de rugby profesionales. También reciben el nombre de PlaDARes los Centros de Alto Rendimiento en los que se realiza ese plan y los jugadores que participan.
Tras el fantástico tercer puesto en Francia 2007, el rugby argentino decidió desarrollarse profesionalmente a nivel de la competencia internacional sin renunciar al semillero y al espíritu del rugby amateur. 
Por eso, gracias al dinero que ingresó de la entonces IRB(hoy World Rugby), desde el 2009 el rugby argentino encaró un profundo proceso de transformación para poder insertarse en la competencia contra las tres grandes potencias del Sur: los All Blacks, los Wallabies y los Springboks cuyo principal proyecto son los Plan de PlaDARes. 
Lo que comúnmente se llama “sistema UAR” engloba a todos aquellos jugadores de clubes con posibilidad de ser convocados a los Pumitas, Argentina XV y Los Pumas (los que integran los Jaguares tienen un contrato con la UAR).
Actualmente existen cinco Centros de Alto Rendimiento denominados "PlaDARes". De esa manera, la Unión Argentina de Rugby comenzó a tener jugadores rentados.

“Es un honor y una muestra de seriedad que las 25 uniones que componen la UAR hayan estado presentes y que todas hayan aprobado por unanimidad lo realizado por el Consejo Directivo durante el 2016. Es un apoyo importantísimo que demuestra que todas las uniones están alineadas a las políticas que venimos llevando a cabo en su nombre y con el rugby amateur, el de nuestros clubes, como parte fundamental del desarrollo del rugby argentino” (Carlos Araujo, Presidente de la Unión Argentina de Rugby).

Los jugadores más jóvenes de Los Pumas, la Selección de rugby de Argentina, como Julián Montoya, Facundo Isa, Tomás Lavanini, Pablo Matera, Lucas Noguera y Guido Petti hicieron sus primeros pasos con el seleccionado en el PLADAR, impulsado por la Unión Argentina de Rugby y hoy, son figuras determinantes dentro del plantel dirigido por Mario Ledesma.
Actualmente el PlaDAR tiene 250 jugadores que integran la Selección juvenil de rugby de Argentina.
Además de los cinco PlaDARes (Cuyo, Buenos Aires, Centro, Litoral y NOA), y los jugadores que desde 2016 se han contratado para la franquicia del Super Rugby, el Programa de Alto Rendimiento de la UAR cuenta con dieciséis Centros de Rugby.
Gonzalo Quesada actual entrenador de Jaguares